# زوئی دیاس
زوئی دیاس (اسپانیایی: Zoe Díaz‎؛ زادهٔ ۵ ژوئن ۲۰۰۶) بازیکن هاکی روی چمن زن اهل آرژانتین است.